# Laila Al-Marayati
Laila Al-Marayati là một bác sĩ người Mỹ gốc Palestine, một nhà hoạt động Hồi giáo, đồng thời là Cựu chủ tịch của Ủy ban Tự do Tôn giáo Quốc tế Hoa Kỳ, nơi cô phục vụ trong 2 năm sau khi được Tổng thống Bill Clinton bổ nhiệm. Al-Marayati sinh năm 1962 và lớn lên ở Los Angeles. Cha của cô, cố Tiến sĩ Sabri El Farra, vốn sinh ra và lớn lên tại Dải Gaza, còn mẹ của cô đến từ Missouri.
Cô nhận được bằng y khoa từ Đại học California, Irvine và được đào tạo chuyên ngành sản phụ khoa tại Đại học Nam California. Sau đó, cô mở phòng khám riêng chuyên về vấn đề phụ khoa. Cô hiện đảm nhận vai trò Trợ lý Giáo sư Phụ khoa Lâm sàng tại Đại học Nam California, trường y khoa Keck. Cô cũng là Giám đốc Sức khỏe Phụ nữ tại Trung tâm Y tế Gia đình và Trẻ em Eisner ở trung tâm thành phố Los Angeles.
Vào những năm 1990, Al-Marayati từng là thành viên của Ủy ban Cố vấn của Bộ Ngoại giao Hoa Kỳ về Tự do Tôn giáo, và là thành viên của Phái đoàn Hoa Kỳ chính thức tại Hội nghị Thế giới về Phụ nữ lần thứ 4 (1995) tại Bắc Kinh, Trung Quốc, cùng với Đệ nhất Phu nhân Hillary Clinton.
Từ năm 1999 đến 2001, cô là ủy viên chủ tịch của Ủy ban Tự do Tôn giáo Quốc tế Hoa Kỳ (USCIRF). Ngoài ra, cô còn là người phát ngôn của Liên đoàn Phụ nữ Hồi giáo, có trụ sở tại Los Angeles từ năm 1994.
Cô đã kết hôn với Salam al-Marayati, chủ tịch Hội đồng Công vụ Hồi giáo, và có ba người con.